# Lycaena caerulea
Lycaena caerulea är en fjärilsart som beskrevs av John Tenison Salmon 1946. Lycaena caerulea ingår i släktet Lycaena och familjen juvelvingar. Inga underarter finns listade i Catalogue of Life.